# Comisar politic
Un  comisar politic  este un ofițer numit de partidul comunist pentru a supraveghea o unitate militară. Au fost prima oară folosiți în Armata Roșie  de către Lev Troțki, care a trebuit să facă față sarcinii de a integra soldații și ofițerii țariști în proaspăta armată revoluționară și de a se asigura într-un fel de loialitatea lor.
Comisarii politici erau numiți de Partidul Comunist al Uniunii Sovietice pe lângă unitățile militare pentru a îndeplini sarcinile de propagandă și pentru a se asigura că deciziile politice ale partidului sunt puse în practică așa cum s-a cerut. În acest sistem, fiecare unitate avea propriul ei comisar politic, care nu era încadrat în ierarhia militară de comandă, dar răspundea în fața superiorilor din partidul comunist. Scopul acestui aranjament era de a asigura loialitatea comandanților militari și de a preveni orice eventuală lovitură de stat. Comisarii politici aveau autoritatea să treacă peste orice decizie a ofițerilor militari și puteau chiar să-i destituie, dacă era necesar. De aceea, comisarii politici uzurpau uneori funcția comandantului militar dar, de obicei, asta nu era necesar, prezența neîntreruptă a comisarului făcea ca ofițerii comandanți să urmeze fară crâcnire directivele politice. Astfel, munca de zi cu zi a comisarilor politici se reducea numai la propaganda și la ridicarea moralului trupelor.
După 1942, ofițerii politici din armată nu au mai fost numiți de loc comisari, noul lor titlu fiind acela de politruk (политру́к), o abreviere pentru "conducător politic" iar mai târziu zampolit, o abreviere pentru "заместитель командира по политработе", "adjunctul comandantului în problemele muncii politice", schimbarea reflectând nivelul autorității: zampolitul nu mai avea voie să se amestece în ordinele operative ale comandantului. Poziția a fost abolită după căderea Uniunii Sovietice în 1991. 
Pe durata Războiului civil rus, Stalin a fost comisar politic al Frontului de Vest împotriva unităților Armatei Albe a baronului Wranghel. 

## Armata chineză
Funcția de comisar politic a existat și mai există în Armata Populară de Eliberare din China. De obicei, comisarul politic este o persoană nefamiliarizată cu treburile militare, deși s-a încercat ca celor din această poziție să li se facă o minimă educație ostășească. Comisarii politici erau șefii celulelor de partid din armată, însă, accesul în rândul partidului a fost restricționat numai la gradele inferioare de la sfârșitul anilor 80. În ziua de azi, comisarii politici sunt responsabili în mare parte de sarcinile administrative.